# Body double (filmterm)
Een body double is iemand die in een speelfilm een scène speelt in plaats van de eigenlijke acteur. Een stand-in is iets anders, deze werkt alleen bij de voorbereiding.
Er zijn diverse redenen voor het gebruik van een body double: 
- De acteur weigert een naaktscène te spelen, zodat daarvoor een body double nodig is. Het is overigens de vraag of de acteur daarmee beschermd wordt, de filmkijkers denken immers dat ze de acteur zelf zien. Vooral in die context spreekt men van 'body double'.
- De acteur moet stuntwerk uitvoeren, jongleren, paardrijden, musiceren e.d. en de eigenlijke acteur is daartoe niet in staat. Bij het filmen van gevaarlijke situaties wordt meestal de meer specifieke term 'stunt-double' gebruikt. Wordt er gemusiceerd, dan blijven de handen van de acteur meestal buiten beeld (de body double is dus alleen hoorbaar, niet zichtbaar), maar het is ook mogelijk dat de handen van de eigenlijke musicus in beeld komen.
- Bij een gefilmde musical of opera komt het vaak voor dat de liederen niet gezongen worden door de eigenlijke acteur maar door een geschoolde zanger. In feite is dat ook een body double, al komt de zanger niet in beeld. Dit geval lijkt op dat van de hiervoor genoemde musicus.
- Vergelijkbaar is het gebruik van een andere spreker omdat de acteur een dialect of buitenlands accent heeft.
- Het kan voorkomen dat men iemand nodig heeft met een verminking, bijvoorbeeld iemand die een vinger mist. Men toont dan de verminkte hand van een body double, terwijl bij de overige scènes de hand van de acteur zodanig verborgen blijft dat het niet opvalt dat zijn hand intact is. Andersom komt ook voor.
- Het personage heeft een bescheiden rol in een vervolgfilm, maar er treedt een omstandigheid op die ertoe leidt dat de eigenlijke acteur niet in deze film kan of zal spelen. Ook bij het overlijden van de eigenlijke acteur gedurende de opnamen van de film kan er gebruik worden gemaakt van een body double zodat de film kan worden voltooid. In deze gevallen wordt ook wel archiefmateriaal met eerdere opnamen van de eigenlijke acteur gebruikt.

Vrijwel elk lichaamsdeel komt in aanmerking om 'gedubbeld' te worden. Zo wordt er ook van een hand-double gesproken en een butt-double (achterwerk-dubbel) waarvan de gangbare uitdrukking stunt butt is afgeleid.
Komt een body double in beeld, dan spreekt het vanzelf dat men daarvoor iemand kiest die ongeveer hetzelfde postuur heeft als de eigenlijke acteur, en dat men zijn/haar gezicht niet duidelijk in beeld brengt. Gaat het om stuntwerk, dan gaan de bewegingen vaak zo snel, dat het verschil niet opvalt.

## Trivia
- In de film Body Double uit 1984 van Brian De Palma draait de plot om de ontdekking dat een van de personages als body double voor een ander personage heeft gediend. Het blijft onduidelijk of de naaktscène door een van de twee actrices is gespeeld of door een daarvoor niet geaccrediteerde body double.
- In de film West Side Story worden de hoofdrollen van Maria en Tony gespeeld door Natalie Wood en Richard Beymer. De liederen worden echter door anderen gezongen - geschoolde zangers waarvan de namen niet op de titelrol vermeld worden. Op de grammofoonplaten met de soundtrack staan die namen evenmin vermeld en natuurlijk ook niet de namen van de acteurs. In plaats daarvan worden Maria en Tony als zangers genoemd.